# Agnieszka Żulewska
Agnieszka Żulewska (ur. 26 czerwca 1987 w Ozimku) – polska aktorka filmowa i telewizyjna.
W 2010 ukończyła Państwową Wyższą Szkołę Filmową, Telewizyjną i Teatralną w Łodzi. Współpracowała z Teatrem im. Szaniawskiego w Wałbrzychu, Teatrem im. Konieczki w Bydgoszczy, a także warszawskimi: 6.Piętro, Komuna//Warszawa, Wielkim, Polonia. Od 2016 występuje w Teatrze Rozmaitości w Warszawie.

## Role

### Filmy
- 2011: W imieniu diabła jako Łucja
- 2012: Sanctuary jako Nadia, córka Jana
- 2012: Bejbi blues jako ekspedientka Angela
- 2014: Warsaw by Night jako „Alicja”, tancerka w klubie Go Go
- 2015: Chemia jako Lena
- 2015: Demon jako Żaneta, narzeczona Piotra
- 2016: Konwój jako Ewa
- 2020: Ostatni komers jako Gośka „Savage”
- 2021: Erotica 2022 jako żona
- 2021: Miłość do kwadratu jako Alicja
- 2021: Cicha ziemia jako Anna
- 2022: Nie zgubiliśmy drogi
- 2022: Pod wiatr jako Patrycja, żona Andrzeja
- 2025: Wielka Warszawska

Źródło: Filmpolski.pl.

### Seriale
- 2008–2013: Na Wspólnej jako Maja Kochanowska
- 2010: Czas honoru jako strażniczka na Pawiaku
- 2011: Ojciec Mateusz jako wdowa po Rafale Burzyńskim (odc. 65)
- 2011: Barwy szczęścia jako Sylwia Krajewska, asystentka Marczaka
- 2012: Bez tajemnic jako Olga Staroń
- 2012: Prawo Agaty jako Katarzyna Wnuk (odc. 20)
- 2012–2013: Przepis na życie jako działaczka stowarzyszenia (odc. 45, 47 i 48)
- 2013: Komisarz Alex jako Paula Bielecka (odc. 33)
- 2013: Pierwsza miłość jako Justyna, była kochanka Wojtka
- 2013–2014: M jak miłość jako Paulina Głowacka
- 2014: Lekarze jako córka pacjenta Wojciecha (seria 4, odcinek 4)
- 2018: Druga szansa 5 jako Marta Marczak
- 2018: Rojst jako prostytutka Nadia
- 2018: 1983 jako Maja Skowron, matka Kajetana
- 2018: Ślepnąc od świateł jako Anastazja (odc. 2, 6)
- 2019: Żmijowisko jako Kamila Duszyńska, żona Arka
- 2021: Rojst ’97 – jako fryzjerka Nadia
- 2022: Wielka woda jako Jaśmina Tremer[2]
- 2025: Porządny człowiek jako Kamila Borecka

Źródło: Filmpolski.pl.

### Dubbing
- 2008: Trójkąt
- 2010: Tulisie. Przygoda w słonecznej krainie jako Clarita
- 2011: Piraci paproci jako Icek
- 2012: LittleBigPlanet PSVita jako pani Wesołowska

### Role teatralne
- 2010: Maszyna do liczenia. Musical buffo, czyli kabaret egzystencjalny Elmera Rice, reż. Eugeniusza Korina, Teatr 6. piętro
- 2016: Kto się boi Virginii Woolf?, reż. Jacek Poniedziałek, Teatr Polonia
- 2016: Jezioro, reż. Yana Ross, TR Warszawa
- 2016: Robert Robur, reż. Krzysztof Garbaczewski, TR Warszawa
- 2017: Puppenhaus. Kuracja, reż. Jędrzej Piaskowski, TR Warszawa
- 2018: Cząstki kobiety, reż. Kornéla Mundruczó, TR Warszawa

Źródło: Encyklopedia Teatru.

## Nagrody i nominacje
- 2010 – Nagroda Publiczności za najbardziej „elektryzującą” rolę żeńską na XXVIII Festiwalu Szkół Teatralnych w Łodzi[1]
- 2013 – Nagroda dla najlepszej aktorki na Festiwalu Filmów Krótkometrażowych – Sveriges Kortfilmfestival w Sztokholmie za rolę w filmie Pocałunek[1]
- 2014 – Nagroda za odkrycie aktorskie na Koszalińskim Festiwalu Debiutów Filmowych „Młodzi i Film” za rolę w filmie Lena i ja[1]
- 2016 – Nagroda im. Piotra Łazarkiewicza dla młodego talentu 17. Polish Film Festival w Los Angeles[1]
- 2016 – Nagroda im. Zbyszka Cybulskiego za rok 2015 za rolę w filmie Chemia[1][4]
- 2018 – Nagroda za rolę w spektaklu Puppenhaus. Kuracja w 24. Ogólnopolskim Konkursie na Wystawienie Polskiej Sztuki Współczesnej[1]